# Rimicaris exoculata
Rimicaris exoculata is een garnalensoort uit de familie van de Alvinocarididae. De wetenschappelijke naam van de soort is voor het eerst geldig gepubliceerd in 1986 door Williams & Rona.